# Nationalstraße 1 (Ruanda)

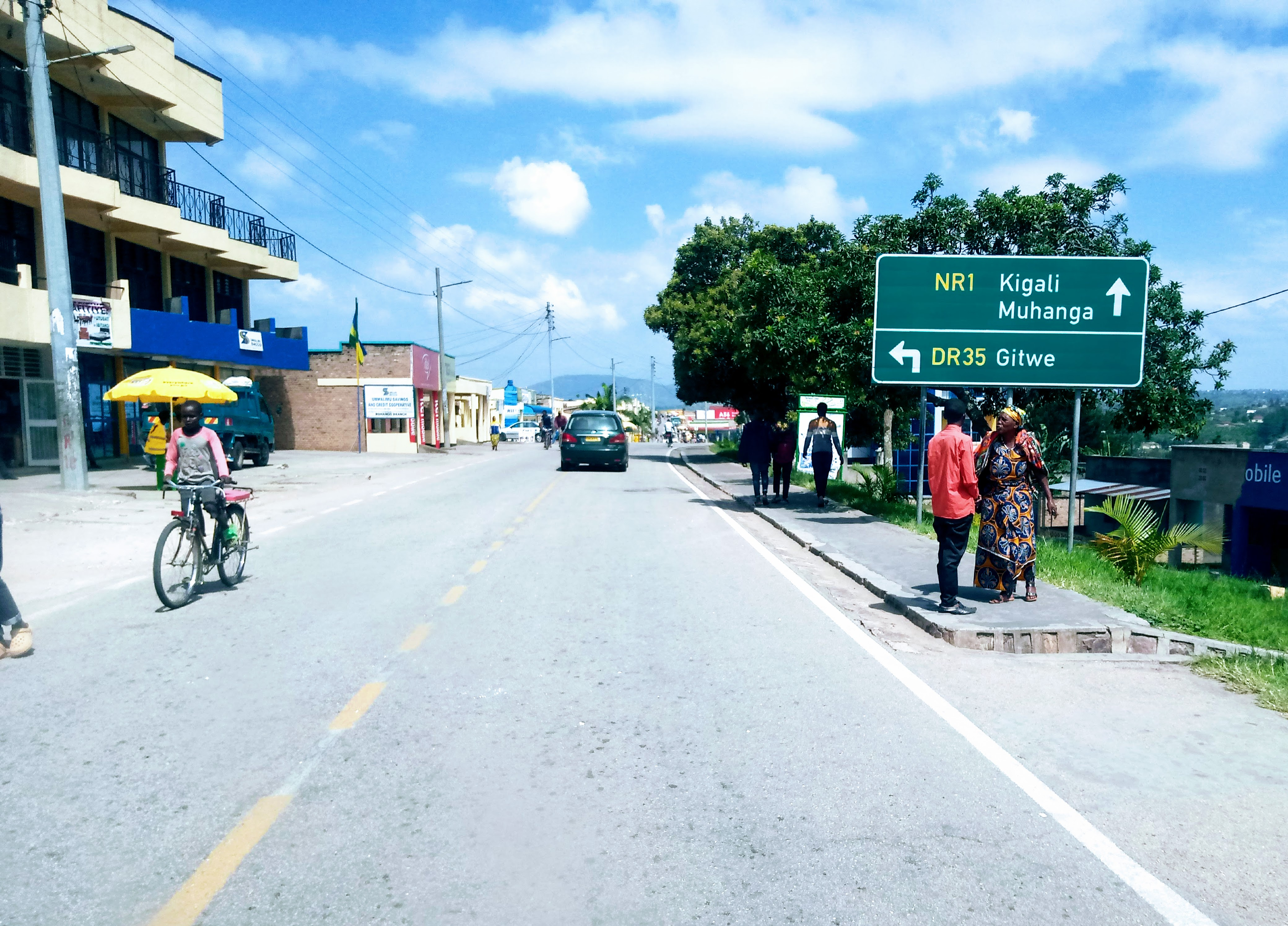
Nationalstraße 1

Die Nationalstraße 1 (englisch National Road 1, französisch Route nationale 1) ist eine vollständig asphaltierte Nationalstraße in Ruanda. Sie hat eine Gesamtlänge von 158 Kilometern und führt von der Hauptstadt Kigali nach Südwesten und weiter in Südrichtung durch die Südprovinz über die Orte Kamonyi, Gitarama, Ruhango, Nyanza und Butare bzw. Huye bis an die Grenze zu Burundi.

## Verlauf
Die Nationalstraße gliedert sich in zehn Abschnitte:
1. Kigali – Giticyinyoni (5,1 km)
2. Giticyinyoni – Bishenyi (8,0 km)
3. Bishenyi – Rugobagoba (14,6 km)
4. Rugobagoba – Nyamabuye (19,6 km)
5. Nyamabuye – Kirengere (11,2 km)
6. Kirengere – Ruhango (14,6 km)
7. Ruhango – Bigega (16,0 km)
8. Bigega – Karubanda (34,8 km)
9. Karubanda – Mukoni (3,5 km)
10. Mukoni – Akanyaru (30,4 km)